# Stefan Maciej Szołdrski
Stefan Maciej Szołdrski herbu Łodzia (ur. 1 stycznia 1702 w Wilkowie Polskim, zm. 26 lutego 1737 w Czempiniu). Syn Ludwika (1675-1749) i Marianny z Unrugów (zm. 1754) Szołdrskich. Starosta łęczycki w latach 1728–1737. Jego żoną została Teofila Działyńska. Synem Stefana był Feliks Antoni Ignacy Szołdrski. 
Był posłem województwa łęczyckiego na sejm 1730 roku. Poseł województwa poznańskiego i kaliskiego na sejm nadzwyczajny pacyfikacyjny 1736 roku